# Shinobu Ōno
Shinobu Ōno (jap. 大野 忍, Ōno Shinobu; * 23. Januar 1984 in Zama, Präfektur Kanagawa) ist eine japanische Fußballnationalspielerin.

## Werdegang

### Vereine
Ōno spielte seit 1999 beim Verein NTV Beleza, im Jahr 2011 wechselte sie zu INAC Kōbe Leonessa. Während der Winterpause verpflichtete sie der französische Champions-League-Titelverteidiger Olympique Lyon, für den sie ab Januar 2013 spielte. Danach wechselte sie für die Saison 2014 nach England zum Arsenal LFC und kehrte danach in ihre Heimat zurück.

### Nationalmannschaft
Ōno debütierte für die A-Nationalmannschaft am 12. Januar 2003 gegen die Vereinigten Staaten in San Diego. Ihre ersten Tore für Japan gelangen ihr am 19. März 2003 gegen Thailand. Sie nahm sowohl an der Weltmeisterschaft 2007 als auch an der Weltmeisterschaft 2011 teil; in allen sechs Spielen (einschließlich des Finales) kam sie zum Einsatz und erzielte im Gruppenspiel gegen Mexiko ein Tor. Ferner nahm sie auch an den Olympischen Spielen in Peking 2008 teil.
Am 5. März 2012 machte sie beim Algarve-Cup gegen die USA ihr 100. Länderspiel.
Ōno stand im Kader für die Olympischen Spiele 2012. Sie kam in fünf von sechs Spielen zum Einsatz, u. a. im mit 1:2 gegen die USA verlorenen Finale und gewann mit ihrer Mannschaft die Silbermedaille. Im Viertelfinale gegen Brasilien erzielte sie den Treffer zum 2:0-Endstand.
2015 gehörte sie zum Kader für die WM in Kanada. Sie wurde in allen sieben Spielen eingesetzt, wobei sie sechsmal in der Startelf stand, aber jeweils in der zweiten Halbzeit ausgewechselt wurde, wobei in der Finalrunde immer Mana Iwabuchi für sie eingewechselt wurde. Ein Torerfolg war ihr nicht vergönnt.
Beim Qualifikationsturnier für die Olympischen Spiele 2016 in Osaka scheiterte sie aber mit ihrer Mannschaft an Australien und China, so dass sich Japan nicht für die Olympischen Spiele qualifizieren konnte. Sie wurde aber nur beim mit 1:3 gegen Australien verlorenen Auftaktspiel und beim 6:1-Sieg gegen Vietnam eingesetzt, in dem sie ihr 40. Länderspieltor schoss.

## Erfolge
- Weltmeisterin bei der FIFA Frauen WM 2011 in Deutschland
- Vizeweltmeisterin 2015
- Silbermedaille bei den Olympischen Spielen 2012

## Auszeichnungen
- Berufung in die Mannschaft des Turniers bei der Weltmeisterschaft 2011